# Meeting Areva 2014
Meeting Areva 2014 – mityng lekkoatletyczny, który odbył się 5 lipca w Paryżu. Zawody były ósmą odsłoną prestiżowej Diamentowej Ligi w sezonie 2014.

## Wstępny program zawodów

### Mężczyźni
| Konkurencja:               | 1. miejsce                   | Rezultat      | 2. miejsce          | Rezultat    | 3. miejsce            | Rezultat    |
| Bieg na 100 m              | Michael Rodgers              | 10,00         | Richard Thompson    | 10,08       | Kim Collins           | 10,10 SB    |
| Bieg na 800 m              | Asbel Kiprop                 | 1:43,34 WL,SB | Nijel Amos          | 1:43,70     | Yeimer López          | 1:43,71 SB  |
| Bieg na 5000 m             | Edwin Soi                    | 12:59,82 SB   | Yenew Alamirew      | 13:00,21 SB | Paul Kipngetich Tanui | 13:00,53 PB |
| Bieg na 400 m przez płotki | Michael Tinsley              | 48,25 SB      | Cornel Fredericks   | 48,42 SB    | Javier Culson         | 48,45       |
| Skok o tyczce              | Renaud Lavillenie            | 5,70          | Augusto de Oliveira | 5,70 SB     | Kévin Menaldo         | 5,70        |
| Trójskok                   | Benjamin Compaoré            | 17,12 SB      | Christian Taylor    | 17,11       | Alexis Copello        | 17,04       |
| Pchnięcie kulą             | David Storl                  | 21,41         | Reese Hoffa         | 21,38       | Kurt Roberts          | 20,67       |
| Rzut oszczepem             | Ihab Abd ar-Rahman as-Sajjid | 87,10         | Tero Pitkämäki      | 86,63 SB    | Thomas Röhler         | 84,74 PB    |

### Kobiety
| Konkurencja:                  | 1. miejsce          | Rezultat       | 2. miejsce              | Rezultat   | 3. miejsce             | Rezultat |
| Bieg na 200 m                 | Blessing Okagbare   | 22,32          | Allyson Felix           | 22,34 SB   | Anthonique Strachan    | 22,54    |
| Bieg na 400 m                 | Sanya Richards-Ross | 50,10          | Stephenie Ann McPherson | 50,40 SB   | Novlene Williams-Mills | 50,68    |
| Bieg na 1500 m                | Sifan Hassan        | 3:57,00 WL, NR | Jennifer Simpson        | 3:57,22 SB | Hellen Obiri           | 3:58,89  |
| Bieg na 3000 m z przeszkodami | Hiwot Ayalew        | 9:11,65 MR     | Emma Coburn             | 9:14,12 PB | Sofia Assefa           | 9:18,71  |
| Bieg na 100 m przez płotki    | Dawn Harper-Nelson  | 12,44 WL       | Queen Harrison          | 12,46 SB   | LoLo Jones             | 12,68    |
| Skok wzwyż                    | Blanka Vlašić       | 2,00 SB        | Marija Kuczina          | 2,00 PB    | Ana Šimić              | 1,94     |
| Skok w dal                    | Éloyse Lesueur      | 6,92 PB        | Brittney Reese          | 6,87       | Ivana Španović         | 6,78     |
| Rzut dyskiem                  | Sandra Perković     | 68,48 MR       | Dani Samuels            | 67,40      | Gia Lewis-Smallwood    | 65,59    |

## Rekordy
Podczas mityngu ustanowiono 1 krajowy rekord w kategorii seniorów:
| Zawodnik     | Reprezentacja | Konkurencja         | Rezultat |
| ------------ | ------------- | ------------------- | -------- |
| Sifan Hassan | Holandia      | bieg na 1500 metrów | 3:57,00  |